# Magic Engine
Magic Engine är en PC Engine-emulator för DOS, Windows och Mac OS Classic.
Magic Engine är en kommersiell emulator för spel till NEC Corporations spelkonsol PC-Engine.